# Suraj N. Gupta
Suraj Narayan Gupta (1 de diciembre de 1924 - 4 de julio de 2021) fue un físico teórico indio-estadounidense, especializado en física de alta energía  y mecánica cuántica, notable por sus contribuciones a la teoría cuántica de campos.

## Primeros años y carrera
Nacido en la India, realizó su carrera investigadora en Estados Unidos tras recibir su formación académica en la India y el Reino Unido.
S. N. Gupta nació el 1 de diciembre de 1924 en Punjab, India británica . Recibió su maestría en Ciencias. del St. Stephen's College, Delhi, donde realizó sus estudios, y posteriormente realizó un doctorado en la Universidad de Cambridge. 
Entre 1948 y 1949 trabajó en el Instituto de Estudios Avanzados de Dublín, y entre 1951 y 1953 sirvió como ICI Fellow en el Reino Unido, en la Universidad de Mánchester. En 1953, S. N. Gupta realizó una estancia como profesor visitante en la Universidad de Purdue, donde permaneció hasta 1956. Posteriormente, y desde 1956, se unió como profesor en la Universidad Estatal de Wayne, en Detroit, donde estuvo como investigador y profesor, hasta su distinción, alcanzando la posición de Profesor Emérito de Física.

## Trabajos
Simultánea e independientemente de Konrad Bleuler, S. N. Gupta introdujo en 1950 la cuantización Gupta-Bleuler de la electrodinámica cuántica (QED), que toma la condición covariante gauge de Lorenz en una métrica indefinida en el espacio de Hilbert de estados realizados. De allí surgieron algunos de los primeros intentos de derivar las ecuaciones de la relatividad general a partir de la teoría cuántica de campos para una partícula sin masa de spín-2  (gravitón)  algo que también fue realizado de forma similar por Richard Feynman y Steven Weinberg, y anteriormente por Robert Kraichnan en la década de los 40' (no publicados hasta 1955) y continuado más tarde, en la década de 1960. Trabajó fundamentalmente en diversas áreas de la teoría cuántica de campos y la física de partículas en partículas elementales, incluida la cromodinámica cuántica y el quarkonium y la Física de alta energía, incluidos trabajos en el LHC en el CERN.

### Obras y contribuciones notables
(enlaces a listados más abajo)
- Barua, D. & Gupta, S. N. (1977). Magnetic and quadrupole moments of the W boson. Physical Review D, 15(2), 509.
- Gupta, S. N., & Radford, S. F. (1985). Quark confinement in quantum chromodynamics. Physical Review D, 32(3), 781.
- Gupta, S. N., Radford, S. F., & Repko, W. W. (1985). (A comment on) Spin-dependent forces in heavy-quark systems. Physical Review Letters, 55(27), 3006.
- Gupta, S. N., Johnson, J. M., & Repko, W. W. (1996). Relativistic two-photon and two-gluon decay rates of heavy quarkonia. Physical Review D, 54(3), 2075.
- Gupta, S. N., Johnson, J. M., Ladinsky, G. A., & Repko, W. W. (1996). Gauge-boson scattering signals at the CERN LHC. Physical Review D, 53(9), 4897.

## Vida personal y muerte
Gupta residió en la India británica (en Punjab), en la India, realizando sus estudios superiores en Delhi, y en el Reino Unido, donde realizó su doctorado en la Universidad de Cambridge. Posteriormente, como se ha indicado anteriormente, se trasladó a los Estados Unidos, donde ejerció como profesor en varias universidades. Finalmente, residió en Franklin, Michigan, hasta que murió, en West Bloomfield, Michigan, Estados Unidos de América, el 4 de julio de 2021, a los 96 años.